# 諾德韋 (愛荷華州)
諾德韋（英語：Nodaway）是一個位於美國愛荷華州亞當斯縣的城市。

## 地理
諾德韋的座標為40°56′15″N 94°53′39″W / 40.93750°N 94.89417°W，而該地的平均海拔高度為330米（即1083英尺）。

## 人口
根據2010年美國人口普查的數據，諾德韋的面積為1.40平方千米，均為陸地。當地共有人口114人，而人口密度為每平方千米81人。